# Gamsby River
Gamsby River är ett vattendrag i Kanada.   Det ligger i provinsen British Columbia, i den sydvästra delen av landet, 3 800 km väster om huvudstaden Ottawa.
Trakten runt Gamsby River består i huvudsak av gräsmarker. Trakten runt Gamsby River är nära nog obefolkad, med mindre än två invånare per kvadratkilometer.